# Матус, Андрей Валерьевич
Андре́й Вале́рьевич Ма́тус (укр. Андрій Валерійович Матус) — украинский военнослужащий, лейтенант, участник российско-украинской войны. Герой Украины (2025).

## Биография
Летом 2024 года участвовал в обороне города Волчанск в Харьковской области, где выступил организатором оборонительных действий на этом направлении. В августе того же года получил множественные ранения в результате поражения FPV-дронами, однако продолжал выполнять боевые задачи и эвакуировал раненых товарищей.

## Награды
- Звание «Герой Украины» с удостоением ордена «Золотая Звезда» (21 февраля 2025) — за личное мужество и героизм, проявленные в защите государственного суверенитета и территориальной целостности Украины, верность военной присяге[1].